# Pieve d’Olmi
Pieve d'Olmi – miejscowość i gmina we Włoszech, w regionie Lombardia, w prowincji Cremona.
Według danych na rok 2004 gminę zamieszkiwało 1170 osób.